# Tournoi Hassan II de football 1998
Le Tournoi Hassan II de football 1998 était la deuxième édition du Tournoi Hassan II, une compétition internationale et amicale. Ce tournoi se déroula le 27 et 29 mai 1998, à Casablanca, au Maroc, au Stade Mohammed V, soit deux semaines avant la Coupe du monde de football de 1998, en France. Les nations participantes sont toutes les quatre participantes au Mondial 1998 : une nation africaine (le Maroc) et trois nations européennes (la France, l'Angleterre et la Belgique). Contrairement à 1996, ce tournoi se déroule sous forme de mini-championnat, chacun jouant deux matchs.

## Résultats
| 27 mai 1998               | Maroc     | 0 – 1 | Angleterre | Stade Mohammed V, Casablanca                  |                                               |
| Historique des rencontres |           |       | 59e Owen   | Spectateurs : 80 000 Arbitrage : Mourad Daami | Spectateurs : 80 000 Arbitrage : Mourad Daami |
| Historique des rencontres | (Rapport) |       |            | Spectateurs : 80 000 Arbitrage : Mourad Daami | Spectateurs : 80 000 Arbitrage : Mourad Daami |

| 27 mai 1998               | France     | 1 – 0 | Belgique | Stade Mohammed V, Casablanca                     |                                                  |
| Historique des rencontres | Zidane 64e |       |          | Spectateurs : 80 000 Arbitrage : Mohamed Guezzaz | Spectateurs : 80 000 Arbitrage : Mohamed Guezzaz |
| Historique des rencontres | (Rapport)  |       |          | Spectateurs : 80 000 Arbitrage : Mohamed Guezzaz | Spectateurs : 80 000 Arbitrage : Mohamed Guezzaz |

| 29 mai 1998               | Belgique                                                 | 0 – 0 a.p.        | Angleterre                                   | Stade Mohammed V, Casablanca                          |                                                       |
| Historique des rencontres |                                                          |                   |                                              | Spectateurs : 25 000 Arbitrage : Abderrahim El Arjoun | Spectateurs : 25 000 Arbitrage : Abderrahim El Arjoun |
| Historique des rencontres | (Rapport)                                                |                   |                                              | Spectateurs : 25 000 Arbitrage : Abderrahim El Arjoun | Spectateurs : 25 000 Arbitrage : Abderrahim El Arjoun |
| Historique des rencontres | Van Meir · Borkelmans · M. Mpenza · Scifo · Van de Walle | Tirs au but 4 - 3 | Lee · Owen · Beckham · Merson · L. Ferdinand | Spectateurs : 25 000 Arbitrage : Abderrahim El Arjoun | Spectateurs : 25 000 Arbitrage : Abderrahim El Arjoun |

| 29 mai 1998               | Maroc                                                     | 2 – 2 a.p.        | France                                                            | Stade Mohammed V, Casablanca                  |                                               |
| Historique des rencontres | Bassir 9e 64e                                             |                   | 24e Blanc · 74e Djorkaeff                                         | Spectateurs : 65 000 Arbitrage : Idrissa Seck | Spectateurs : 65 000 Arbitrage : Idrissa Seck |
| Historique des rencontres | (Rapport)                                                 |                   |                                                                   | Spectateurs : 65 000 Arbitrage : Idrissa Seck | Spectateurs : 65 000 Arbitrage : Idrissa Seck |
| Historique des rencontres | Ouakili · Triki · Saber · Hadda · Amzine · Rossi · Abrami | Tirs au but 6 - 5 | Blanc · Lebœuf · Trezeguet · Pirès · Vieira · Djorkaeff · Candela | Spectateurs : 65 000 Arbitrage : Idrissa Seck | Spectateurs : 65 000 Arbitrage : Idrissa Seck |

## Buteurs

### 2 buts
- Salaheddine Bassir

### 1 but
- Laurent Blanc
- Youri Djorkaeff
- Michael Owen
- Zinédine Zidane

## Tableau
La France remporte ce tournoi malgré une égalité avec l'Angleterre. Le critère des points étant le même (4 points), le critère de la différence de but prévaut, mais comme étant le même (+1), un autre critère est utilisé, la meilleure attaque, qui est en faveur de la France (3 contre 1), ce qui donne la victoire dans ce tournoi à la France.
La victoire rapporte 3 points. Après 90 minutes de jeu, en cas de match nul, les équipes obtiennent chacune 1 point, et le vainqueur de l'épreuve des tirs au but un point supplémentaire.
| Rang | Équipe     | J | V | Vatb | Datb | D | BP | BC | GA | Pts |
| ---- | ---------- | - | - | ---- | ---- | - | -- | -- | -- | --- |
| 1    | France     | 2 | 1 | 0    | 1    | 0 | 3  | 2  | +1 | 4   |
| 2    | Angleterre | 2 | 1 | 0    | 1    | 0 | 1  | 0  | +1 | 4   |
| 3    | Maroc      | 2 | 0 | 1    | 0    | 1 | 2  | 3  | -1 | 2   |
| 4    | Belgique   | 2 | 0 | 1    | 0    | 1 | 0  | 1  | -1 | 2   |

## Vainqueur
| Vainqueur du Tournoi Hassan II de football 1998 France 1er titre |